# Eddie Marshall
Edwin "Eddie" Marshall (13. april 1938 i Springfield Massachusetts USA − 7. september 2011) var en amerikansk jazztrommeslager og blokfløjtespiller. 
Marshall var inspireret af Max Roach og Art Blakey. Han flyttede i 1956 til New York, hvor han begyndte at spille med bl.a. med Bobby Hutcherson, med hvem han nok er mest kendt.
Han har også spillet med Stan Getz, Sam Rivers, John Coltrane, Ahmad Jamal, Art Pepper, Ron McClure og Bennie Maupin. Han har indspillet to plader i eget navn, med bl.a. George Cables og Hutcherson.
Eddie Marshall begyndte i 1984 at spille blokfløjte efter en hjerteoperation.

## Diskografi
- Dance of the Sun
- Holy Mischief

## som sideman
- Waiting – Bobby Hutcherson
- The View From Inside – Bobby Hutcherson
- Highway One – Bobby Hutcherson
- Conception – Bobby Hutcherson
- San Francisco Samba – Art Pepper

## Eksterne kilder og henvisninger
1. ↑  Nekrolog Arkiveret 8. oktober 2011 hos  Wayback Machine (engelsk)

- Biografi om Eddie Marshall på allmusic.com